# Piața Tahrir
Piața Tahrir (în arabă: ميدان التحرير‎ Mīdān at-Taḥrīr, în traducere: Piața Eliberării) este una dintre principalele piețe publice din centrul orașului Cairo, Egipt.

## Istoric
Piața a fost numită inițial „Piața Ismailia” (ميدان الأسماعيلية Midan al-Isma'iliyyah) după conducător din secolul al XIX-lea Ismail Pașa, care a comandat noul design de tip „Paris pe Nil” pentru centrul orașului. După Revoluția egipteană din 1919 piața a devenit cunoscută ca Piața Tahrir (Piața Eliberării), însă acest nume a devenit oficial după Revoluția egipteană din 1952, în urma cărei Egiptul a devenit republică. Piața a reprezentat principalul loc de întâlnire al demonstranților în timpul revoluției egiptene din 2011.

## Caracteristici
În centrul pieței se află o intersecție cu sens giratoriu foarte aglomerată. În partea de nord-est există o piață care găzduiește statuia eroului naționalist Omar Makram, omagiat pentru rezistența împotriva invaziilor lui Napoleon I în Egipt, iar în spatele acesteia se află Moscheea Omar Makram.
Piața este punctul terminus de nord al străzii istorice Qasr al-Ayni, extremitatea de vest a străzii Talaat Harb, iar prin intermediul străzii Qasr Al-Nil care pornește din partea de sud are acces direct la podul Qasr Al-Nil ce traversează Nilul.
În jurul pieței se află mai multe clădiri importante precum Muzeul Egiptean, Casa Folclorului, sediul Partidului Național Democrat, sediul guvernului, sediul Ligii Arabe, Hotelul Nil, Biserica Evanghelică Kasr El Dobara și campusul Universității americane din Cairo.
În piață se află stația de metrou Sadat care intersectează cele două linii existente ale sistemului, oferind acces către mai multe orașe și suburbii din zona metropolitană precum Giza, Maadi, Helwan. Viaductele sale subterane de acces sunt cele mai sigure rute pentru pietonii care traversează străzile largi și aglomerate ale pieței.

## Utilizare publică
Piața Tahrir a fost locul tradițional pentru numeroasele proteste și demonstrații majore de-a lungul anilor, precum Revolta egipteană a pâinii din 1977 și protestul din martie 2003 împotriva războiului din Irak.

### Revoluția egipteană din 2011

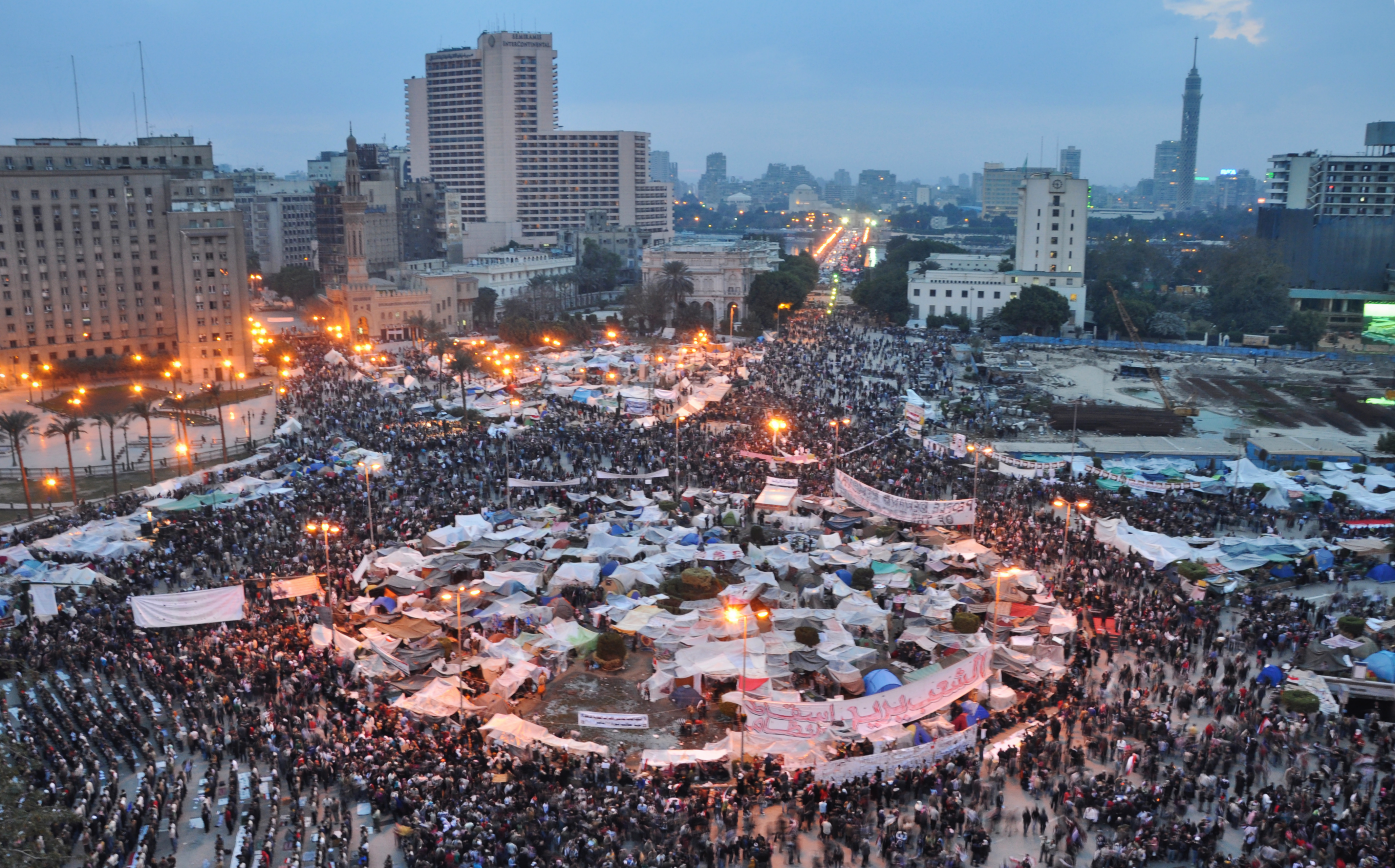
Oamenii adunați în Piața Tahrir pe 9 februarie 2011

Piața Tahrir a fost punctul central al Revoluției egiptene din 2011 împotriva fostului președinte Hosni Mubarak. Peste 50.000 de protestatari au ocupat piața pe 25 ianuarie 2011, perioadă în care serviciile de telecomunicații din zonă au fost afectate.
Pe 11 februarie 2011 președintele Mubarak și-a dat demisia oficial din funcție. Anunțul că Mubarak a transferat toată autoritatea Consiliului Forțelor Armate a fost făcut de fostul șef de informații și noul vicepreședinte Omar Suleiman. Protestatarii au sărbătorit în piață după lăsarea serii cu strigăte precum „Ridică capul sus, ești egiptean”, „Toți cei care iubesc Egiptul să vină și să reconstruiască Egiptul” și altele. A doua zi oamenii au venit pentru a curăța zona, au relocat „proiectilele” în pavajul de piatră al străzilor și au curățat urmele de gunoi și graffiti.

### După revoluție

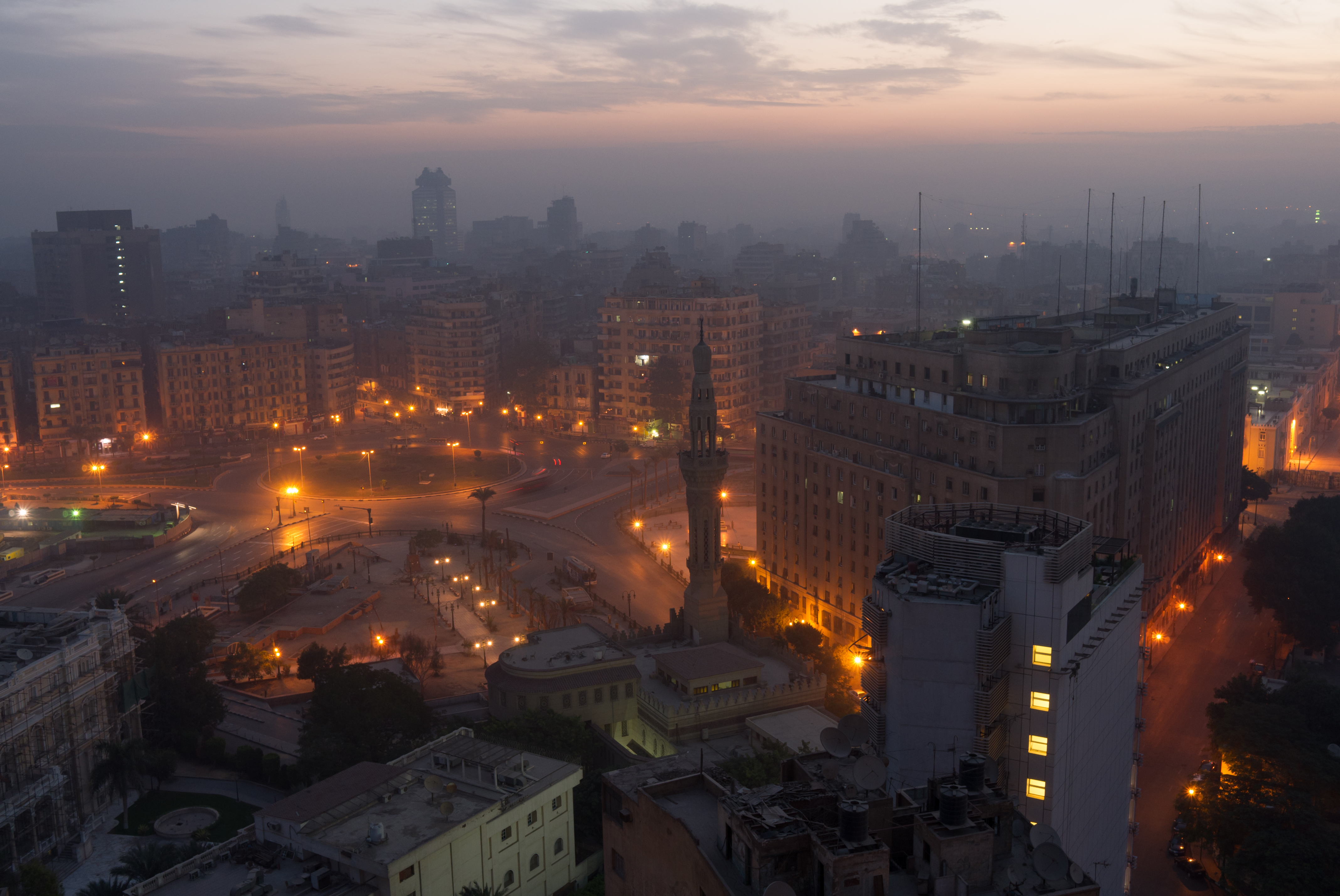
Piața Tahrir în primele ore ale dimineții, noiembrie 2012

Piața Tahrir, în ciuda festivităților organizate pentru „aniversarea democrație” și a vizitelor demnitarilor străini, a continuat să fie un simbol al revoluției din 2011. Premierul britanic David Cameron, Catherine Ashton, Înaltul Reprezentant pentru afaceri externe și politică de securitate al Uniunii Europene, Hillary Clinton, Secretarul de Stat american, John Kerry, Președintele Comisiei Senatului american pentru relații externe, Kevin Rudd, ministrul de Externe al Australiei și actorul american Sean Penn au vizitat piața după revoluția din 2011.
Una dintre navele Flotei Libertății II, menită să spargă blocada israeliană din Gaza, a fost numită Tahrir după piață.

### Lovitura de stat din iulie 2013
Pe 30 iunie 2013 sute de mii de demonstranți au umplut din nou piața, cerând demisia președintelui de atunci Mohamed Morsi. Aceștia au folosit sloganul „Poporul vrea să răstoarne regimul” (în arabă: الشعب يريد إسقاط النظام Ash-shab yurid isqat an-nizam), apărut în timpul protestelor care au dus la revoluția din 2011. Pe 3 iulie 2013 ministrul Apărării a anunțat la ora 19:00 (20:00, ora României) înlăturarea președintelui și suspendarea constituției. Morsi a fost pus sub arest la domiciliu, iar liderii Frăției musulmane au fost arestați de asemenea. Protestatarii au sărbătorit în piață demisia președintelui, au lansat focuri de artificii, iar clădirile au fost luminate de mai multe lasere de culoare verde.

## Galerie

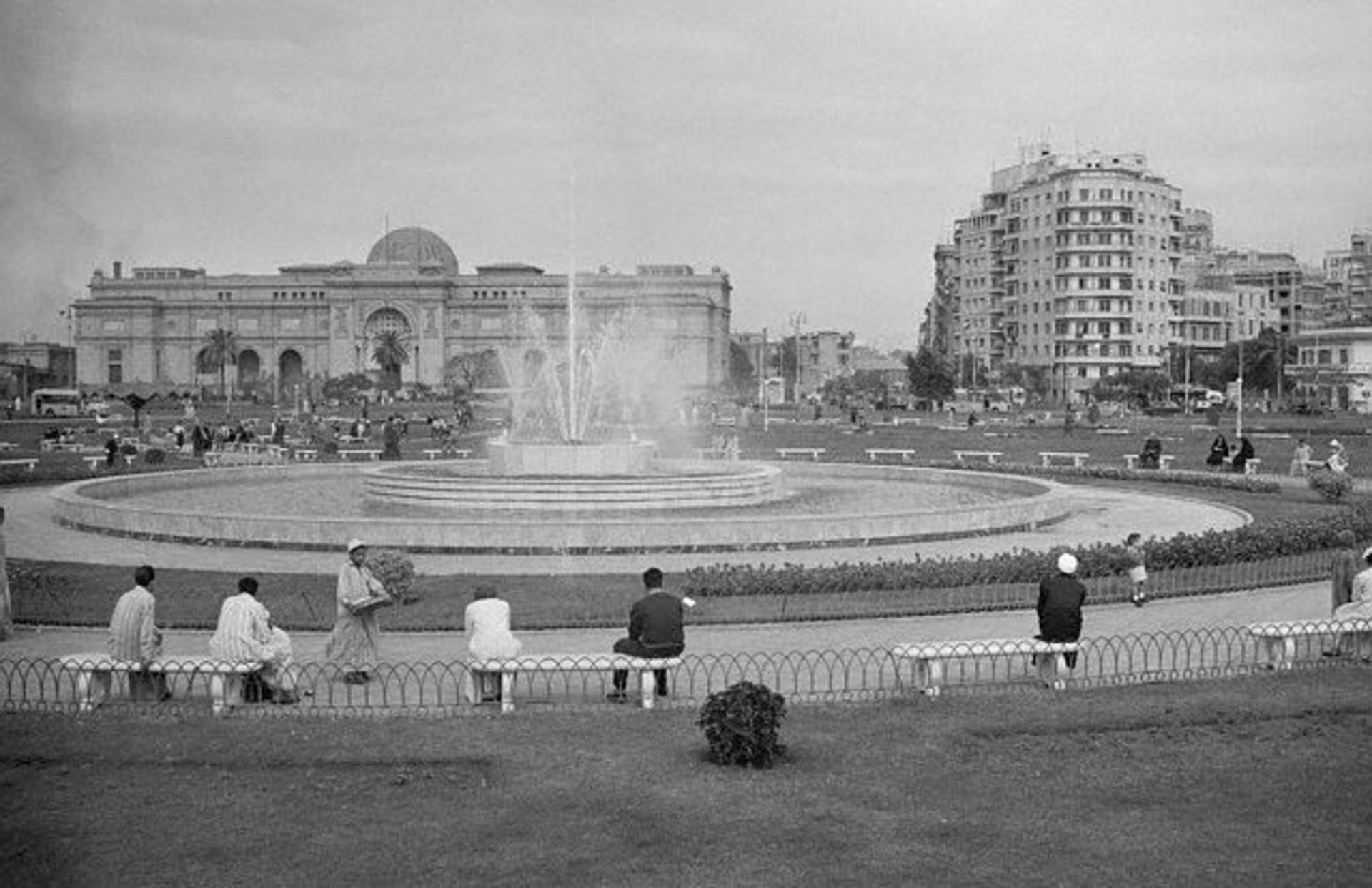
Piața Tahrir în 1941
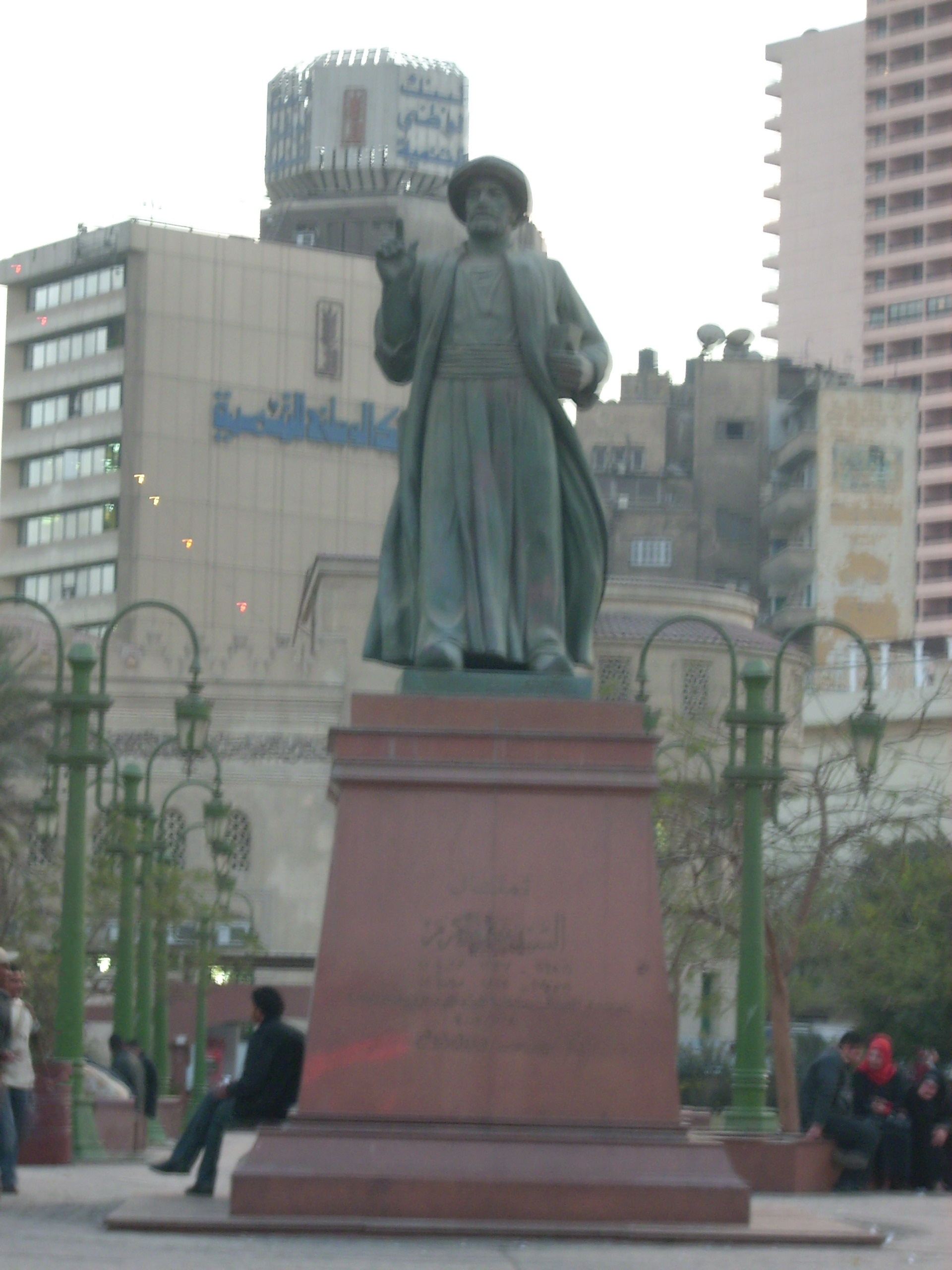
Statuia lui Omar Makram de lângă Moscheea Omar Makram,Piața Tahrir
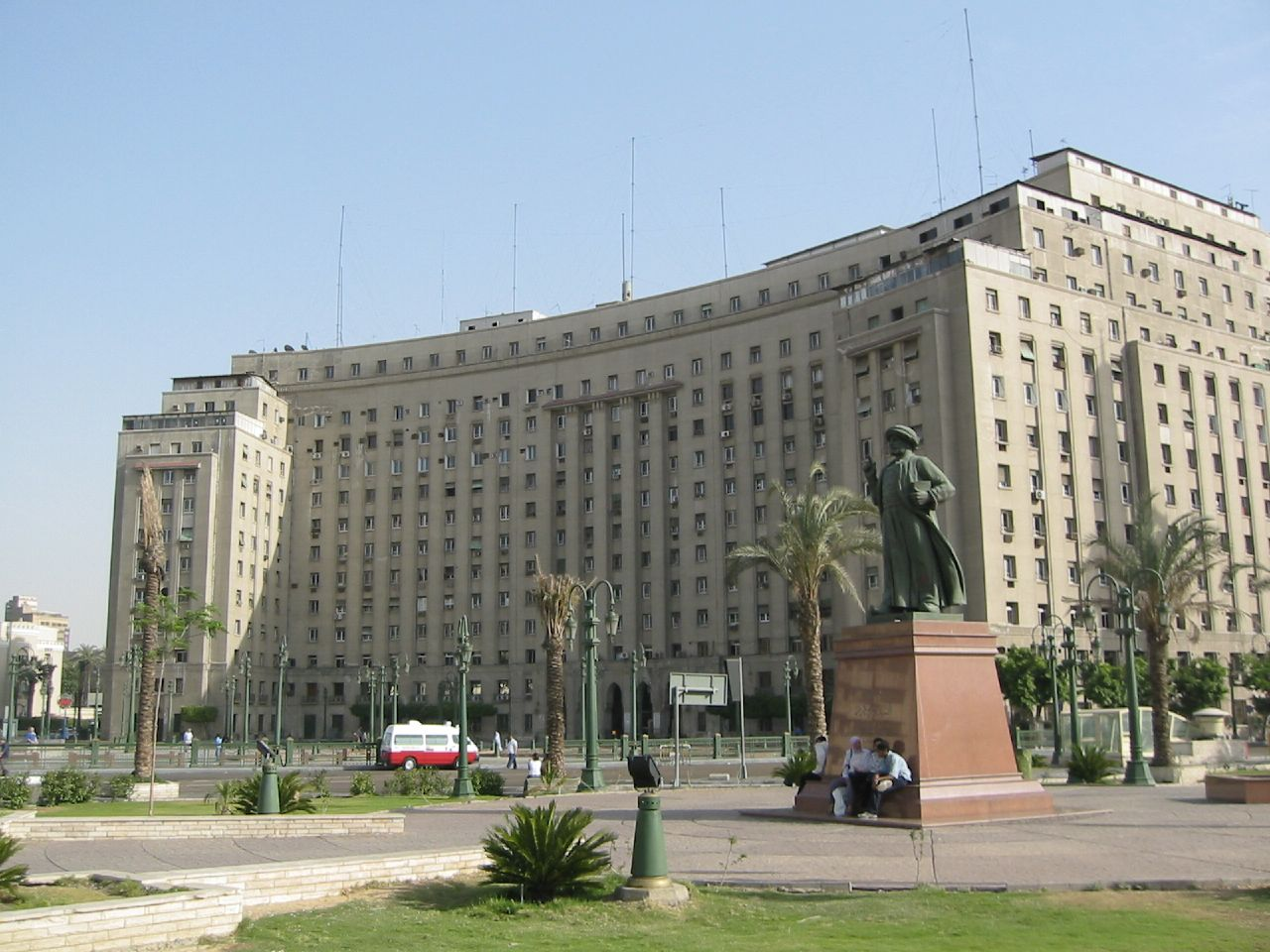
Clădirea Mogamma și statuia lui Omar Makram, mai 2005
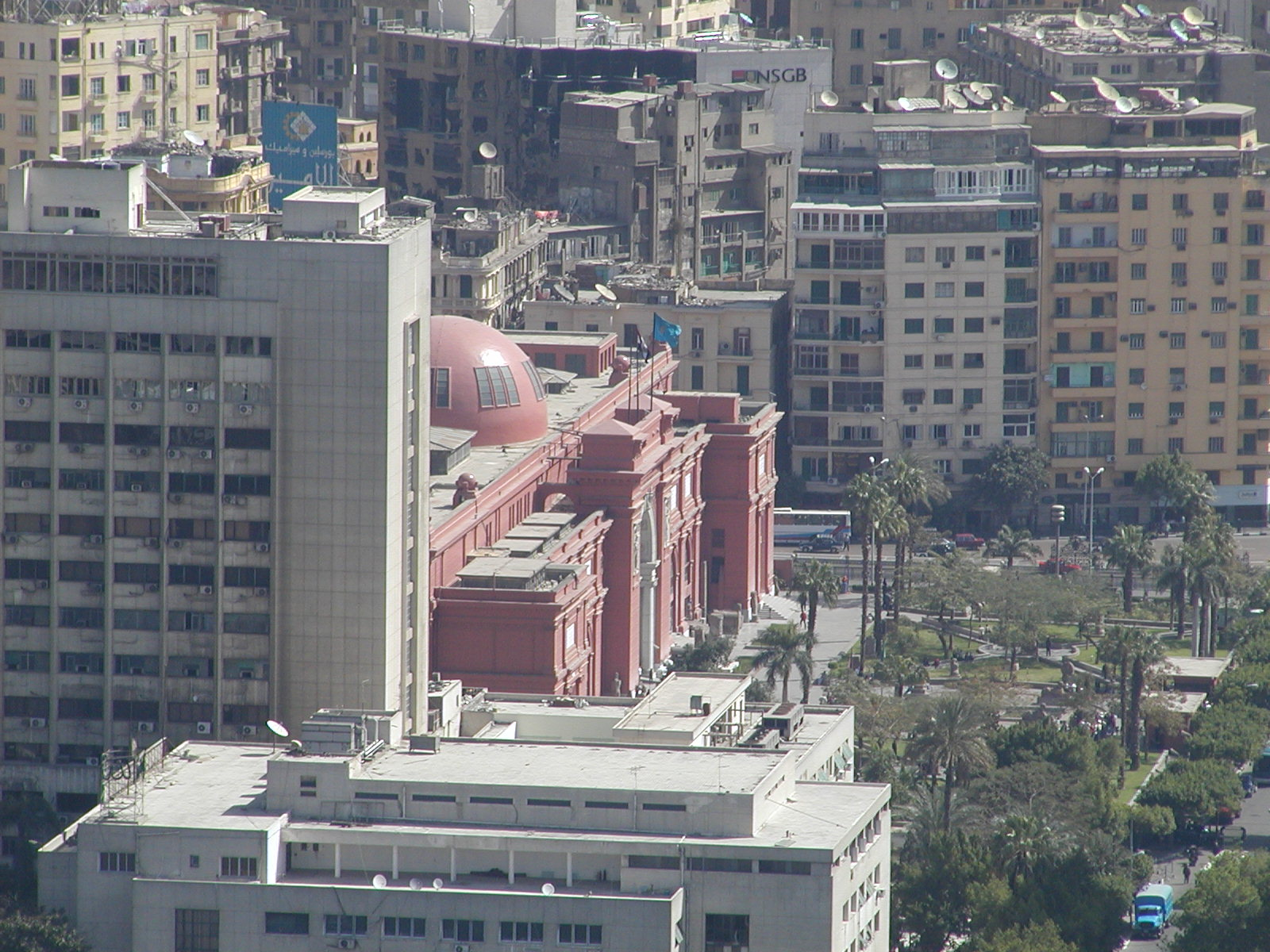
Muzeul Egiptean din Cairo
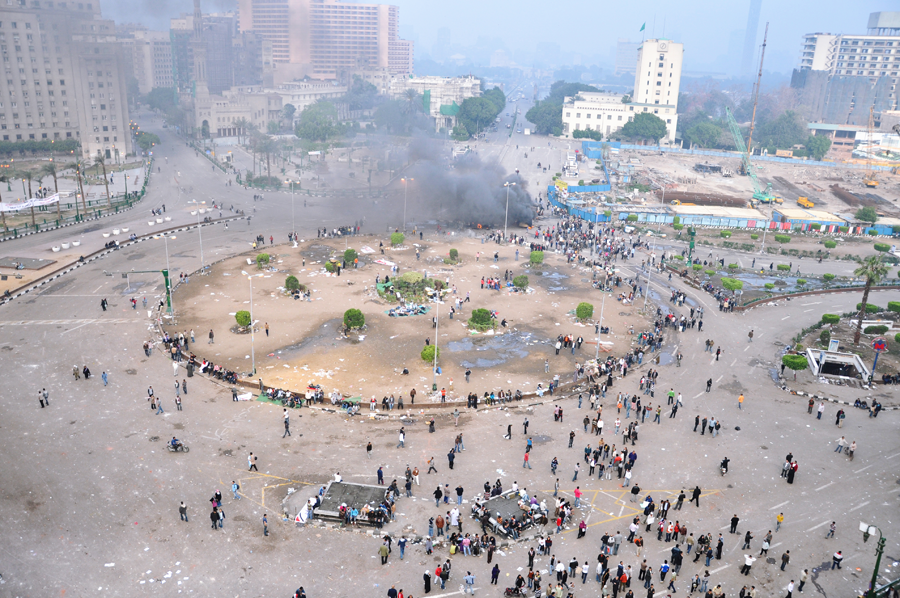
Piața Tahrir pe 9 aprilie 2011